# Sclerochloa
Sclerochloa es un género de plantas herbáceas perteneciente a la familia de las poáceas. Es originario del sur de Europa hasta el oeste de Asia. Comprende 31 especies descritas.

## Taxonomía
El género fue descrito por Ambroise Marie François Joseph Palisot de Beauvois y publicado en Essai d'une Nouvelle Agrostographie 97, 177. 1812. La especie tipo es: Sclerochloa dura (L.) P.Beauv.	

## Especies
- Sclerochloa dura (L.) P.Beauv.
- Sclerochloa woronowii (Hack.) Tzvelev